# The Best FIFA Women’s Player
The Best FIFA Women’s Player — награда, учреждённая ФИФА в 2016 году (вместо вручаемой ранее награды женщине — игроку года ФИФА) и присуждаемая лучшей футболистке прошедшего года по итогам голосования международного жюри в рамках The Best FIFA Football Awards. В выборе футболистки года участвуют 11 кандидаток, отбираемых группой экспертов. Со времени учреждения награды только одна футболистка, Алексия Путельяс (Испания) была удостоена её дважды — в 2021 и 2022 годах.

## Система выбора
Перед выборами футболистки года группа экспертов в области женского футбола, представляющих различные группы заинтересованных лиц, связанные с ФИФА, формирует шорт-лист из 11 кандидаток. Победительницу выбирает из этого списка международное жюри, составленное из четырёх групп:
- действующие главные тренеры всех национальных женских футбольных сборных (по одному от страны);
- капитаны всех национальных женских футбольных сборных (по одной от страны);
- спортивные журналисты из всех участвующих стран (по одному от страны);
- болельщики, зарегистрированные на сайте FIFA.com.

Каждый участник голосования может выбрать до трёх кандидаток, ранжируя их по местам от первого до третьего. Первая из трёх кандидаток в списке каждого голосующего получает во внутригрупповом голосовании 5 очков, вторая — 3 очка и третья — 1 очко. После того как голосование внутри групп завершено, по каждой группе голосующих выполняется общее ранжирование, после которого каждая канидатка получает от группы заранее определённое количество очков:
- 1-я сумма баллов после голосования — 13 очков;
- 2-я сумма — 11 очков;
- 3-я сумма — 9 очков;
- каждое последующее место — на 1 очко меньше.

Обладательница трофея определяется по наилучшей сумме очков, полученных от всех четырёх групп жюри. В случае равенства сумм очков, победительница определяется по лучшему количеству первых мест, полученных от группы футболисток; при равенстве этого показателя последующие дополнительные критерии выбора включают лучшую сумму вторых мест и лучшую сумму третьих мест, полученных от голосующих в этой же группе, а затем лучшие суммы первых и вторых мест, полученных от голосующих во всех группах. При равенстве всех этих показателей награда вручается всем кандидаткам, разделившим первое место по их совокупности.

## Победительницы и призёры
| Год  | Место | Игрок             | Команды                     | Баллы   |
| ---- | ----- | ----------------- | --------------------------- | ------- |
| 2016 | 1     | Карли Ллойд       | Хьюстон Дэш                 | 20,68 % |
| 2016 | 2     | Марта             | Русенгорд                   | 16,60 % |
| 2016 | 3     | Мелани Берингер   | Бавария                     | 12,34 % |
|      |       |                   |                             |         |
| 2017 | 1     | Лике Мартенс      | Русенгорд Барселона         | 21,72 % |
| 2017 | 2     | Карли Ллойд       | Хьюстон Дэш Манчестер Сити  | 16,28 % |
| 2017 | 3     | Дейна Кастельянос | Санта-Кларита Блю Хит       | 11,69 % |
|      |       |                   |                             |         |
| 2018 | 1     | Марта             | Орландо Прайд               | 14,73 % |
| 2018 | 2     | Дженифер Марожан  | Олимпик Лион                | 12,86 % |
| 2018 | 3     | Ада Хегерберг     | Олимпик Лион                | 12,60 % |
|      |       |                   |                             |         |
| 2019 | 1     | Меган Рапино      | ФК Рейн                     | 46      |
| 2019 | 2     | Алекс Морган      | Орландо Прайд               | 42      |
| 2019 | 3     | Люси Бронз        | Олимпик Лион                | 29      |
|      |       |                   |                             |         |
| 2020 | 1     | Люси Бронз        | Олимпик Лион Манчестер Сити | 52      |
| 2020 | 2     | Пернилле Хардер   | Вольфсбург Челси            | 40      |
| 2020 | 3     | Венди Ренар       | Олимпик Лион                | 35      |
|      |       |                   |                             |         |
| 2021 | 1     | Алексия Путельяс  | Барселона                   | 52      |
| 2021 | 2     | Сэм Керр          | Челси                       | 38      |
| 2021 | 3     | Дженнифер Эрмосо  | Барселона                   | 33      |
|      |       |                   |                             |         |
| 2022 | 1     | Алексия Путельяс  | Барселона                   | 50      |
| 2022 | 2     | Алекс Морган      | Сан-Диего Уэйв              | 37      |
| 2022 | 3     | Бет Мид           | Арсенал                     | 37      |